# پنس (آلاباما)
پنس (به انگلیسی: Pence) یک منطقهٔ مسکونی در ایالات متحده آمریکا است که در آلاباما واقع شده‌است. پنس ۱۹۱٫۱۱ متر بالاتر از سطح دریا واقع شده‌است.